# Sixten Sason
Karl-Erik Sixten Andersson (12. marts 1912 i Skövde - 1. april 1967 i Råsunda) var en svensk industridesigner.

## Biografi

### Tidlige liv
Sixten Sason voksede op udenfor Skövde, hvor faderen arbejdede som stenhugger. Sason var tidligt interesseret i teknik, og som teenager begyndte han at lave tegninger og illustrationer til motortidsskrifter. Da han var 15 år gammel, sendte han en tegning til Husqvarna, og efter denne tegning er der blevet fremstillet en benzintank. I 1928 fik han til opgave at tegne en motorcykel til Husqvarna.
Sason gjorde værnepligt som flymekaniker i 1930'erne. Efter at have været med i en flyulykke, lå han på sygehus fra 1934 til 1939. Under sygehusopholdet illustrerede han forskellige tidsskrifter. I løbet af 1930'erne gjorde Sixten Sason flere fremtidsvisioner såsom en Øresundsbro (1939) og et cirkulært parkeringshus (1936). Han illustrerede ligeledes sine idéer om den fremtidige by.
I løbet af sin karriere lejede han Pierre Olofsson som farveekspert, blandt andet i forbindelse med farvesætningen på Saabs modeller.

### Sasons arbejde hos Saab
Sason har en plads i Saabs historie som skaberen af Saabs design. Han blev i 1939 ansat i Saabs flydivision. I denne periode lavede han sprængskitser og illustrationer til firmaets kataloger og produktblade. Da Saab senere påbegyndte deres bilproduktion, medvirkede Sason ved skabelsen af "Ur-Saaben", Saab 92.
Han skulle som chefdesigner hos Saab medvirke til firmaets fortsatte udvikling gennem modellerne 93, 95 og 99, som var Sasons største værk. Saab 99 var Saabs første store bil og Sixten Sason skabte det design, som resten af Saabs eksistens kendetegnede deres modeller. Saab 99 blev senere videreudviklet til Saab 900. Sason nåede dog aldrig at se sin skabelse i produktion, da han døde lige inden introduktionen i 1967. Björn Envall som var ansat på Sason Design overtog allerede som 18-årig rollen som Saabs chefdesigner efter Sason. I sin tid hos Saab designede Sason ligeledes konceptbilen Saab Catherina.
Ud over sit arbejde hos Saab var Sixten Sason ligeledes freelance hos andre firmaer såsom Husqvarna, hvor han designede symaskiner, husholdningsmaskiner og motorcykler. For Electrolux designede han bl.a. køleskabe, gulvvaskere og bådmotorer. Han formgav ligeledes Hasselbladkameraet.

## Produkter designet af Sixten Sason
- Saabs personbilsmodeller frem til 1967
  - Saab 92 (1946)
  - Saab 93
  - Saab 96
  - Saab 99 (1967)
- Hasselblad kamera 1600F (1948)
- Husqvarnas legendariske motorcykel Sølvpilen (1955)
- Husqvarna motorsav
- Electrolux gulvvasker
- Electrolux støvsugere, bl.a. Z 70 (1957)